# Cries of the Past
Cries of the Past is het tweede studioalbum van de Amerikaanse metalband Underoath.

## Nummers
| 1.                 | The Last                 | 7:42  |
| 2.                 | Giving Up Hurts the Most | 7:36  |
| 3.                 | Walking Away             | 7:47  |
| 4.                 | And I Dreamt of You      | 11:24 |
| 5.                 | Cries of the Past        | 8:23  |
| Totale duur: 42:08 |                          |       |

## Personele bezetting
Underoath
- Dallas Taylor – leidende vocalen
- Corey Steger – leidende gitaar, achtergrondvocalen
- Octavio Fernandez – slaggitaar
- Christopher Dudley – keyboards
- Matt Clark – basgitaar
- Aaron Gillespie - drums

Productie
- James Paul Wisner – producent